# Hebanthe grandiflora
Hebanthe grandiflora là loài thực vật có hoa thuộc họ Dền. Loài này được (Hook.) Borsch & Pedersen mô tả khoa học đầu tiên năm 1997.